# Миризма
Аромат пренасочва насам.  За понятието от физиката на елементарните частици вижте Аромат (физика).
Миризма е усещане, свързано с едно от сетивата - това за обоняние. Синоними на миризма са ухание, мирис и аромат. Докато благоухание и аромат се употребяват за приятни миризми, думите мирис и миризма може да се отнасят и за приятни и за неприятни миризми. В българския език за неприятен мирис се използва думата воня. Типична миризма имат обикновено повечето органични съединения, но някои неорганични като сероводорода или серовъглерода също имат характерен мирис.
Миризмата зависи както от състава, така и от концентрацията на веществото.
Така например потта при хората има специфична миризма при отделните индивиди. Тя се обуславя от съдържанието на летливи мастни киселини. Секретът се отделя от мастните жлези и се отлага на повърхността на кожата. Тази индивидуална миризма може лесно да бъде разпозната например от тренирано куче, което може да издири човек по неговата миризма.